# Neale Donald Walsch
Neale Donald Walsch (Milwaukee, 10 de septiembre de 1943) es un novelista estadounidense, autor de los tres volúmenes del best seller Conversaciones con Dios. Los libros de la serie son: Conversaciones con Dios (libros 1-3), Amistad con Dios, Comunión con Dios, El Dios del mañana y Lo que Dios quiere. Su libro, En casa con Dios: en una vida que nunca termina, fue publicado en 2006. Después de otro inesperado episodio de revelación en agosto de 2016, Walsch publicó el cuarto libro de Conversaciones con Dios "Despertando a las Especies", siendo este su último libro publicado hasta la fecha.

## Biografía
Walsch creció en el seno de una familia católica, que le animó en su búsqueda de la verdad espiritual. Estudió traducciones al inglés del Rig-veda, los Upanishads y la Biblia.
Sus libros, según él, no están atados a ninguna doctrina. Están inspirados por Dios y pueden ayudar a una persona a relacionarse con Dios desde una perspectiva moderna. El Dios en sus libros, por ejemplo, dice que "no hay nada que tengas que hacer". Walsch cree en un Dios panteístico, quien trata de comunicarse a sí mismo como un ser desprendido de cualquier doctrina religiosa en particular. Su visión expresada es como una nueva espiritualidad: una expansión y unificación de todas las presentes teologías; un cambio reparador de todas ellas, que hace mucho más relevante la interpretación de todas las enseñanzas sagradas corrientes, a nuestro día y tiempo presente. 
Walsch creó el Equipo Humanidad como un movimiento espiritual cuyo propósito es comunicar e implantar nuevas creencias espirituales, particularmente la de que todos somos uno con Dios y uno con la vida.
Hay semejanzas en su filosofía y la de la Fe Bahá'í, pero tampoco la fe Baha'i creía en el panteísmo, una diferencia fundamental. 
Antes de publicar estos libros al inicio de los años noventa, Walsch era un locutor de radio. Se sentía sumamente abatido al momento de empezar a escribir sus libros. 
En el 2003 salió la película Índigo, escrita por Neale Donald Walsch y James Twyman y dirigida por Stephen Simon. Una crónica de la historia de la redención de un abuelo, protagonizada por Walsch, a través de su nieta, quien era una supuesta niña índigo.
"Conversaciones con Dios: la película" se estrenó en las salas de cine de Estados Unidos en octubre de 2007 y en Canadá, en noviembre de 2007.

### Conversaciones con Dios de la serie
Artículo principal: Conversaciones con Dios (en inglés)
Los siguientes son los nueve libros de la serie "Conversaciones con Dios". Cada uno de estos libros es una transcripción reclamada de diálogo entre dos seres, Neale Donald Walsch y "Dios", con la excepción de "Comunión con Dios", que está escrita solamente por "Dios".
- Conversaciones con Dios I: Un diálogo inusual (1995)
- Conversaciones con Dios II: Un diálogo inusual (1997)
- Conversaciones con Dios III: Un diálogo inusual (1998)
- Amistad con Dios: Un diálogo inusual (1999)
- Comunión con Dios: En el umbral de la unidad espiritual (2000)
- Conversaciones con Dios: Las nuevas revelaciones  (2002)
- Dios del Mañana : Nuestro gran cambio espiritual (2004)
- En Casa con Dios : En una vida que nunca termina (2006)
- Conversaciones con Dios IV: Despertando la especie (2017)

### CCD Material Suplementario
Además de los libros de la serie Conversaciones con Dios, también hay una serie de guías turísticas, libros de meditación y otros libros adaptados de la serie "Conversaciones con Dios" y que se refieren al mensaje de CCD. Los siguientes libros no tienen ninguna nueva información de la voz de "Dios", pero fueron escritos por Neale Donald Walsch, para ayudar en la comprensión y aplicación de los mensajes. A partir de 2008, la Escuela de la Nueva Espiritualidad, Inc. (SNS ), fundada por Walsch, a partir de publicación de guías para la serie.
- Conversaciones con Dios - Guía, Libro 1 (1 de julio de 1997)
- Meditaciones de Conversaciones con Dios, Libro 2 : Un diario personal (1 de diciembre de 1974)
- La Pequeña Alma y El Sol : Parábola De Los Niños. Adaptado de Conversaciones con Dios (1 de abril de 1998)
- Tarjetas Recordatorio : Conversaciones con Dios, Libro 1 (1 de agosto de 1998)
- Meditaciones de Conversaciones con Dios : Libro 1 (2 de septiembre de 1999)
- Preguntas y Respuestas sobre Conversaciones con Dios (1 de octubre de 1999)
- Los Votos Matrimoniales de Conversaciones con Dios (con Nancy Fleming - Walsch) (1 de abril de 2000)
- La Pequeña Alma y La Tierra : Parábola infantil. Adaptado Desde Conversaciones con Dios (1 de agosto de 2005) (con Frank Riccio)
- Meditaciones de Conversaciones con Dios (31 de diciembre de 2005)
- Lo que Dios Quiere : Una contundente respuesta a las preguntas más grandes de la humanidad (2005)
- Conversaciones con Dios para Jóvenes Guía (por Jeanne Webster y Emily Welch) (20 de junio de 2008)
- Conversaciones con Dios - Guía, Libro 1 (por Nancy Ways) (10 de noviembre de 2008)
- Conversaciones con Dios - Guía, Libro 2 (por Anne- Marie Barbier) (10 de noviembre de 2008)
- Conversaciones con Dios - Guía, Libro 3 (por Alissa Goefron) (1 de diciembre. 2008)
- Conversaciones con Dios para Acompañar: La herramienta esencial para estudio Individual y Grupal (21 de mayo de 2009)
- Lo que Dios dice: Los 25 mensajes clave de las conversaciones con Dios (octubre de 2013)
- La Sabiduría del Universo: Verdades Esenciales Amadas de la Trilogía Conversaciones con Dios (septiembre de 2017)

### Otros Escritos
Neale Donald Walsch ha escrito un número de otros libros que él describe como "en la cosmología de CCD", ninguno de los cuales son diálogos con Dios, sino que proporcionan al lector con las ideas de Walsch.
- Neale Donald Walsch en Relaciones (29 de septiembre de 1999)
- Neale Donald Walsch en Vida Holística (30 de septiembre de 1999)
- Neale Donald Walsch en Abundancia y sustento correcto (1 de octubre de 1999)
- Las solicitudes de vivir de Conversaciones con Dios (compilación de tres libros ; Relaciones, Vida Holística, y Abundancia y sustento correcto) (4 de noviembre de 1999)
- Portadores de la Luz (31 de mayo de 2000)
- Recreando a Ti mismo (1 de junio de 2000)
- Momentos de gracia o Cuando Dios llega, los milagros ocurren: Cuando Dios toca nuestras vidas inesperadamente (julio de 2001)
- Verdad de Dios (2 de junio de 2004)
- Lo que Dios quiere: una respuesta convincente a la pregunta más grande de la humanidad (21 de marzo de 2005)
- Ser parte del cambio: Su papel como ayudante espiritual (1 de junio de 2005)
- Conversaciones con Dios: La fabricación de la película (Fotos y Relatos) (por Monty Jones con Neale Donald Walsch) (10 de agosto de 2006)
- Más feliz que Dios / Dios es felicidad: Gire la vida corriente en una experiencia extraordinaria (28 de febrero de 2008)
- Cuando todo cambia, cambia todo o El cambio está en ti: En un momento de crisis, Un camino a la paz (7 de mayo de 2009)
- El Dios de Santa: La fábula infantil sobre la pregunta más grande de todos (2 de octubre de 2009)
- El pequeño libro de la vida: Manual de usuario (1 de octubre de 2010)
- La Madre de la invención: El legado de Barbara Marx Hubbard y el futuro en ti (15 de enero de 2011)
- Cuando Dios llega, milagros ocurren (1 de abril de 2011)
- La Tormenta Antes de la Calma: (Libro 1 de la serie Conversaciones con la humanidad) (27 de septiembre de 2011)
- Lo único que importa: (Libro 2 de la serie Conversaciones con la humanidad) (16 de octubre de 2012)
- Los Mensajes de Dios para el mundo: Me malentienden completamente (octubre de 2014)
- Conversaciones con Dios para padres: Compartiendo los mensajes con los niños (Libro 3 de la serie Conversaciones con la humanidad) (octubre de 2015)
- Cuando Dios y la medicina se reúnen: Una conversación entre un médico y un mensajero espiritual (agosto de 2017)
- El camino esencial (junio de 2019)
- Conversaciones con Dios en una Cáscara de Nuez: Una guía de bolsillo para el diálogo (1 de mayo de 2020)
- La solución de Dios (25 de noviembre de 2020)
- Las Diez ilusiones de los humanos (septiembre 2021)